# Katarzyna Kiedrzynek
Katarzyna Kiedrzynek (Lublino, 19 marzo 1991) è una calciatrice polacca, portiere del Paris Saint-Germain.

## Carriera

### Club
Dopo aver giocato nel campionato polacco con il Górnik Łęczna, il 9 luglio 2013 Katarzyna Kiedrzynek si trasferì al Paris Saint-Germain. Nella prima stagione disputa poche partite, facendo la riserva per Karima Benameur, ma viene schierata titolare nella finale della Coppa di Francia, persa per 2-0 contro l'Olympique Lione. Nella stagione 2014-2015 si affermò come portiere titolare del Paris Saint-Germain sia in campionato sia in UEFA Champions League, dove fece il suo esordio e disputò tutte le partite fino alla finale persa contro l'1. FFC Francoforte, ma risultando decisiva nella semifinale di ritorno contro il Wolfsburg. Al termine della stagione 2014-2015 il Paris Saint-Germain prolungò il contratto con Katarzyna Kiedrzynek fino a fine giugno 2018. Grazie alle prestazioni offerte nel corso della UEFA Women's Champions League 2014-2015, Katarzyna Kiedrzynek venne inserita dalla UEFA nella squadra della stagione 2014-2015. Anche nelle due stagioni successive mantenne il suo ruolo di portiere titolare sia in campionato sia in Champions League.

### Nazionale
Katarzyna Kiedrzynek ha disputato 21 partite con la maglia della nazionale polacca prima di annunciare il suo ritiro dalla scena internazionale nel dicembre 2014 per potersi concentrare sulla carriera nei club, ritrattando tuttavia questa scelta e rendendosi nuovamente disponibile dal 2016.

## Statistiche
Statistiche aggiornate al 2 luglio 2020.
| Stagione                   | Squadra                    | Campionato                 | Campionato | Campionato | Coppe nazionali | Coppe nazionali | Coppe nazionali | Coppe continentali | Coppe continentali | Coppe continentali | Altre coppe | Altre coppe | Altre coppe | Totale | Totale |
| Stagione                   | Squadra                    | Comp                       | Pres       | Reti       | Comp            | Pres            | Reti            | Comp               | Pres               | Reti               | Comp        | Pres        | Reti        | Pres   | Reti   |
| -------------------------- | -------------------------- | -------------------------- | ---------- | ---------- | --------------- | --------------- | --------------- | ------------------ | ------------------ | ------------------ | ----------- | ----------- | ----------- | ------ | ------ |
| 2013-2014                  | Paris Saint-Germain        | D1                         | 4          | -2         | CF              | 2               | -2              | UWCL               | 0                  | 0                  | -           | -           | -           | 6      | -4     |
| 2014-2015                  | Paris Saint-Germain        | D1                         | 15         | -9         | CF              | 1               | 0               | UWCL               | 9                  | -6                 | -           | -           | -           | 3      | -15    |
| 2015-2016                  | Paris Saint-Germain        | D1                         | 17         | -11        | CF              | 0               | 0               | UWCL               | 5                  | -8                 | -           | -           | -           | 10     | -20    |
| 2016-2017                  | Paris Saint-Germain        | D1                         | 16         | -11        | CF              | 3               | -2              | UWCL               | 7                  | -6                 | -           | -           | -           | 10     | -19    |
| 2017-2018                  | Paris Saint-Germain        | D1                         | 11         | -8         | CF              | 2               | -1              | -                  | -                  | -                  | -           | -           | -           | 13     | -9     |
| 2018-2019                  | Paris Saint-Germain        | D1                         | 16         | -12        | CF              | 0               | 0               | UWCL               | 0                  | 0                  | -           | -           | -           | 9      | -5     |
| 2019-2020                  | Paris Saint-Germain        | D1                         | 5          | -1         | CF              | 2               | -1              | UWCL               | 2                  | -1                 | -           | -           | -           | 9      | ?      |
| 2020-2021                  | Wolfsburg                  | BL                         | 18         | -14        | CG              | 2               | 0               | UWCL               | 6                  | -5                 |             | -           | -           | 26     | -19    |
| 2021-2022                  | Wolfsburg                  | BL                         | 1          | 0          | CG              | 0               | 0               | UWCL               | 0                  | 0                  | -           | -           | -           | 1      | 0      |
| 2022-2023                  | Wolfsburg                  | BL                         | 0          | 0          | CG              | 0               | 0               | UWCL               | 0                  | 0                  | -           | -           | -           | 0      | 0      |
| Totale Wolfsburg           | Totale Wolfsburg           | Totale Wolfsburg           | 19         | -14        |                 | 2               | 0               |                    | 6                  | -5                 |             | -           | -           | 27     | -19    |
| 2023-2024                  | Paris Saint-Germain        | D1                         | 1          | 0          | CF              | -               | -               | UWCL               | 1                  | -1                 | SCF         | 1           | -2          | 3      | -3     |
| Totale Paris Saint-Germain | Totale Paris Saint-Germain | Totale Paris Saint-Germain | 85         | -54+       |                 | 10              | -6              |                    | 24                 | -22                |             | 1           | -2          | 120+   | -84+   |
| Totale carriera            | Totale carriera            | Totale carriera            | 104+       | -68+       |                 | 12+             | -6+             |                    | 30                 | -27                |             | 1           | -2          | 147+   | -105+  |

## Palmarès
- Coppa di Francia: 1

Paris Saint-Germain: 2017-2018
- Campionato tedesco: 1

Wolfsburg: 2021-2022
- Coppa di Germania: 1

Wolfsburg: 2021-2022